# Gabi Lesch
Gabi Lesch (República Federal Alemana, 17 de agosto de 1964) es una atleta alemana retirada especializada en la prueba de 800 m, en la que consiguió ser medallista de bronce europea en pista cubierta en 1988.

## Carrera deportiva
En el Campeonato Europeo de Atletismo en Pista Cubierta de 1988 ganó la medalla de bronce en los 800 metros, con un tiempo de 2:01.85 segundos, tras la también alemana Sabine Zwiener y la soviética Olga Nelyubova.